# Quirnheim
Quirnheim est une municipalité allemande située dans le land de Rhénanie-Palatinat et l'arrondissement de Bad Dürkheim.
Quirnheim (et Boßweiler) est le fief de la familie Ritter Mertz von Quirnheim, d'où est originaire Albrecht Mertz von Quirnheim, illustre figure de la Résistance allemande.

## Source
- (de) Cet article est partiellement ou en totalité issu de l’article de Wikipédia en allemand intitulé « Quirnheim » (voir la liste des auteurs).